# Mètode dels mínims quadrats ordinaris

La llei d'Okun en macroeconomia estableix que en una economia el creixement del PIB hauria de dependre linealment dels canvis en la taxa d'atur. Aquí s'utilitza el mètode dels mínims quadrats ordinari per construir la recta de regressió que descriu aquesta llei.

En estadística, els mínims quadrats ordinaris (amb acrònim anglès MCO) és un tipus de mètode de mínims quadrats lineals per triar els paràmetres desconeguts en un model de regressió lineal (amb efectes fixos de nivell 1 d'una funció lineal d'un conjunt de variables explicatives) pel principi de mínims quadrats. quadrats: minimitzar la suma dels quadrats de les diferències entre la variable dependent observada (valors de la variable que s'està observant) en el conjunt de dades d'entrada i la sortida de la funció (lineal) de la variable independent.
Geomètricament, això es veu com la suma de les distàncies al quadrat, paral·leles a l'eix de la variable dependent, entre cada punt de dades del conjunt i el punt corresponent de la superfície de regressió; com més petites siguin les diferències, millor s'ajusta el model a les dades. L'estimador resultant es pot expressar mitjançant una fórmula simple, especialment en el cas d'una regressió lineal simple, en la qual hi ha un únic regressor al costat dret de l'equació de regressió.
L'estimador MCO és coherent per als efectes fixos de nivell 1 quan els regressors són exògens i forma una colinealitat perfecta (condició de rang), coherent per a l'estimació de la variància dels residus quan els regressors tenen quarts moments finits i, segons Gauss-Markov teorema — òptim en la classe dels estimadors lineals sense esbiaix quan els errors són homoscedàstics i no estan correlacionats en sèrie. En aquestes condicions, el mètode d'OLS proporciona una estimació mitjana sense esbiaixament de la variància mínima quan els errors tenen variàncies finites. Sota l'assumpció addicional que els errors es distribueixen normalment amb una mitjana zero, MCO és l'estimador de màxima probabilitat que supera qualsevol estimador no esbiaixat no lineal.
Suposem que les dades estan formades per {\displaystyle n} observacions {\displaystyle \left\{\mathbf {x} _{i},y_{i}\right\}_{i=1}^{n}}. Cada observació {\displaystyle i} inclou una resposta escalar {\displaystyle y_{i}} i un vector columna {\displaystyle \mathbf {x} _{i}} de {\displaystyle p} paràmetres (regressors), és a dir, {\displaystyle \mathbf {x} _{i}=\left[x_{i1},x_{i2},\dots ,x_{ip}\right]^{\mathsf {T}}}. En un model de regressió lineal, la variable resposta, {\displaystyle y_{i}}, és una funció lineal dels regressors:
{\displaystyle y_{i}=\beta _{1}\ x_{i1}+\beta _{2}\ x_{i2}+\cdots +\beta _{p}\ x_{ip}+\varepsilon _{i},}
o en forma vectorial,
{\displaystyle y_{i}=\mathbf {x} _{i}^{\mathsf {T}}{\boldsymbol {\beta }}+\varepsilon _{i},\,}
on {\displaystyle \mathbf {x} _{i}}, com s'ha introduït anteriorment, és un vector columna de la {\displaystyle i} -a observació de totes les variables explicatives; {\displaystyle {\boldsymbol {\beta }}} és un {\displaystyle p\times 1} vector de paràmetres desconeguts; i l'escalar {\displaystyle \varepsilon _{i}} representa variables aleatòries no observades (errors) de la {\displaystyle i} -a observació. {\displaystyle \varepsilon _{i}} té en compte les influències sobre les respostes {\displaystyle y_{i}} de fonts diferents dels explicadors {\displaystyle \mathbf {x} _{i}}. Aquest model també es pot escriure en notació matricial com
{\displaystyle \mathbf {y} =\mathbf {X} {\boldsymbol {\beta }}+{\boldsymbol {\varepsilon }},\,}
on {\displaystyle \mathbf {y} } i {\displaystyle {\boldsymbol {\varepsilon }}} són {\displaystyle n\times 1} vectors de les variables resposta i els errors de la {\displaystyle n} observacions, i {\displaystyle \mathbf {X} } és un {\displaystyle n\times p} matriu de regressors, també de vegades anomenada matriu de disseny, la fila de la qual {\displaystyle i} és {\displaystyle \mathbf {x} _{i}^{\mathsf {T}}} i conté el {\displaystyle i} -è observacions sobre totes les variables explicatives.